# Équipe cycliste Burgos Burpellet BH
Pour les articles homonymes, voir Burgos (homonymie).
L'équipe cycliste Burgos Burpellet BH est une équipe cycliste espagnole participant aux circuits continentaux de cyclisme et en particulier l'UCI Europe Tour. Elle court avec une licence UCI ProTeam depuis 2020 (deuxième division du cyclisme sur route masculin).

## Histoire de l'équipe
L'équipe actuelle a ses origines dans l'équipe amateur CROPUSA.
En novembre 2004, Cropusa remporte le classement national dans les catégories élites et moins de 23 ans. Plus tard en 2006, elle inscrit sous le nom de Vina Magna-CROPU une équipe UCI de niveau continental (troisième division mondial). Parmi ses coureurs figure Sergio Pardilla, vainqueur d'une étape du Tour de l'Avenir.
En 2008, elle change de sponsor, avec l'arrivée de la province de Burgos. Ainsi, l'équipe est rebaptisée Burgos Monumental, dans le but de promouvoir la région à des fins touristiques en plus de promouvoir le cyclisme local.
En 2010, la province de Burgos décide de changer le nom de l'équipe et de la rebaptiser Burgos 2016 pour promouvoir la candidature de la ville à devenir la capitale européenne de la culture en 2016. En 2012, elle devient l'équipe 	
Burgos BH-Castilla y León.
Le directeur de l'équipe est Julio Andrés Izquierdo, qui a son propre travail en dehors de ce qu'il fait dans l'équipe.
Elle obtient le statut d'équipe continentale professionnelle en 2018, puis UCI ProTeam en 2020, ce qui lui permet d'obtenir des invitations pour les grandes courses, dont le Tour d'Espagne.
En 2025, elle est renommée Burgos Burpellet BH, avec l'arrivée de Burpellet, une entreprise spécialisée dans la production de granulés de bois de pin dans la province de Burgos.

## Dopage
Le 18 mai 2017, il est annoncé que David Belda a fait l'objet d'un résultat d'analyse anormal dans son passeport Adams. Il est provisoirement suspendu par l'Agence espagnole de protection de la santé dans le sport (AEPSAD) en attendant la contre-analyse. En avril 2018, il est annoncé qu'il est suspendu quatre ans, jusqu'au 26 avril 2021, ce qui signifie une probable fin de carrière.
En juillet 2018, Igor Merino est provisoirement suspendu par l'UCI après avoir été testé positif à une hormone de croissance lors d'un contrôle antidopage effectué le 13 juin de la même année. Le 20 novembre 2018, il est suspendu quatre ans par l'Union cycliste internationale, soit jusqu'en juin 2022.
Toujours en juillet 2018, Ibai Salas est provisoirement suspendu pour trois mois (à compter du 23 mai), en raison d'irrégularités dans son passeport biologique. Le 28 juillet, sa suspension est annulée par le Tribunal Arbitral du Sport, car l'Agence espagnole antidopage ne lui a pas offert la possibilité d'apporter des explications aux valeurs anormales. Il n'est pour autant pas réintégré sur les courses par son équipe. En octobre, il est finalement suspendu quatre ans et écope d'une amende. En février 2019, sa suspension est annulée par le Tribunal Administratif du Sport espagnol, au motif que le passeport biologique à lui seul ne peut apporter la preuve de l'utilisation, l'usage ou la consommation de substances ou de méthodes interdites. L'Agence mondiale antidopage fait appel devant le Tribunal arbitral du sport qui prend une décision inverse et confirme la suspension de quatre ans en raison de nombreuses anomalies dans les prélèvements sanguins qui indiquent une forte probabilité de dopage sans que Salas ne puisse apporter d'explications valables. L'équipe Burgos risque une suspension de 15 à 45 jours en raison des nombreux cas de dopage lors des douze derniers mois. Le 29 novembre 2018, l'équipe annonce qu'elle a décidé de s'auto-suspendre pendant trois semaines entre fin janvier et février 2019, manquant de ce fait le Challenge de Majorque et la Tropicale Amissa Bongo. Elle va également mettre en place des contrôles en interne et organiser un stage de sensibilisation au dopage.
Le 12 juillet 2021, Edwin Ávila est provisoirement suspendu après avoir été contrôlé positif à un stéroïde anabolisant (le boldenone) le 31 mai de la même année.

## Principales victoires

### Compétitions internationales
Contrairement aux autres courses, les Jeux olympiques, les championnats du monde et les championnats continentaux sont disputés par équipes nationales et non par équipes commerciales.
- Championnats d'Océanie de cyclisme sur route : 1
  - Contre-la-montre : 2024 (Aaron Gate)

### Courses d’un jour
- Grand Prix Cristal Energie : Carles Torrent (2006)

### Courses par étapes
- Tour de Navarre : Jesús Tendero (2006)
- Tour des Pyrénées : Sergio Pardilla (2007)
- Tour de l'Équateur : Byron Guamá (2010)
- Tour de Castille-et-León : David Belda (2014)
- Tour des Pays de Savoie : David Belda (2015)
- Tour de Gironde : Pablo Torres (2017)
- Tour de Hainan : Aaron Gate (2024)
- Trans-Himalaya Cycling Race : Aaron Gate (2024)

### Championnats nationaux
- Championnats d'Estonie sur route : 1
  - Course en ligne : 2022 (Mihkel Raim)
- Championnats de Grèce sur route : 1
  - Contre la montre : 2025 (Geórgios Boúglas)
- Championnats du Guatemala sur route : 1
  - Course en ligne : 2025 (Sergio Chumil)
- Championnats de Maurice sur route : 1
  - Contre la montre : 2025 (Alexandre Mayer)
- Championnats de Mongolie sur route : 2
  - Contre la montre : 2024 et 2025 (Jambaljamts Sainbayar)
- Championnats de Nouvelle-Zélande sur route : 1
  - Course en ligne : 2024 (Aaron Gate)
- Championnats d'Uruguay sur route : 1
  - Contre-la-montre : 2023 et 2025 (Eric Fagúndez)

## Résultats sur les grands tours
- Tour d'Espagne
  - 6 participations (2018, 2019, 2020, 2021, 2022, 2023)
  - 1 victoire d'étape
    - 1 en 2019 : Ángel Madrazo

  - Meilleur classement : 19e en 2021 (Óscar Cabedo)

## Classements UCI
L'équipe participe aux épreuves des circuits continentaux et principalement les courses du calendrier de l'UCI Europe Tour. Le tableau ci-dessous présente les classements de l'équipe sur les circuits, ainsi que son meilleur coureur au classement individuel.
UCI Africa Tour
| UCI Africa Tour | UCI Africa Tour        | UCI Africa Tour                           | UCI Africa Tour |
| Année           | Classement par équipes | Meilleur coureur au classement individuel |                 |
| --------------- | ---------------------- | ----------------------------------------- | --------------- |
| 2011            | 18e                    | Jacques Janse van Rensburg (125e)         |                 |
| 2020            | -                      | Willie Smit (80e)                         |                 |
| 2021            | -                      | Willie Smit (20e)                         |                 |
|                 |                        |                                           |                 |
| Source : UCI    |                        |                                           |                 |

UCI America Tour
| UCI America Tour | UCI America Tour       | UCI America Tour                          | UCI America Tour |
| Année            | Classement par équipes | Meilleur coureur au classement individuel |                  |
| ---------------- | ---------------------- | ----------------------------------------- | ---------------- |
| 2006             | 17e                    | Andrey Amador (128e)                      |                  |
| 2007             | 26e                    | Victor Gómez (150e)                       |                  |
| 2008             | 36e                    | Joaquín Sobrino (183e)                    |                  |
| 2009             | 12e                    | Byron Guamá (13e)                         |                  |
| 2010             | 7e                     | Gregory Brenes (26e)                      |                  |
| 2014             | 36e                    | David Belda (273e)                        |                  |
| 2017             | 37e                    | Óscar Quiroz (99e)                        |                  |
| 2019             | -                      | Nícolas Sessler (380e)                    |                  |
| 2020             | -                      | Juan Felipe Osorio (108e)                 |                  |
| 2023             | -                      | Eric Fagúndez (18e)                       |                  |
| 2024             | -                      | Eric Fagúndez (33e)                       |                  |
|                  |                        |                                           |                  |
| Source : UCI     |                        |                                           |                  |

UCI Asia Tour
| UCI Asia Tour | UCI Asia Tour          | UCI Asia Tour                             | UCI Asia Tour |
| Année         | Classement par équipes | Meilleur coureur au classement individuel |               |
| ------------- | ---------------------- | ----------------------------------------- | ------------- |
| 2013          | 31e                    | Lluís Mas (83e)                           |               |
| 2014          | 26e                    | Víctor Martín (204e)                      |               |
| 2018          | 78e                    | Daniel López (218e)                       |               |
| 2024          | -                      | Jambaljamts Sainbayar (5e)                |               |
|               |                        |                                           |               |
| Source : UCI  |                        |                                           |               |

UCI Europe Tour
| UCI Europe Tour | UCI Europe Tour        | UCI Europe Tour                           | UCI Europe Tour |
| Année           | Classement par équipes | Meilleur coureur au classement individuel |                 |
| --------------- | ---------------------- | ----------------------------------------- | --------------- |
| 2006            | 41e                    | Carlos Torrent (65e)                      |                 |
| 2007            | 46e                    | Jaume Rovira (249e)                       |                 |
| 2008            | 44e                    | Sergio Pardilla (40e)                     |                 |
| 2009            | 78e                    | Joaquín Sobrino (229e)                    |                 |
| 2010            | 57e                    | Andrés Antuña (246e)                      |                 |
| 2011            | 89e                    | David Belda (555e)                        |                 |
| 2012            | 99e                    | Manuel António Cardoso (749e)             |                 |
| 2013            | 101e                   | Jesús del Pino (540e)                     |                 |
| 2014            | 42e                    | David Belda (32e)                         |                 |
| 2015            | 81e                    | David Belda (144e)                        |                 |
| 2016            | 87e                    | Pablo Torres Muiño (509e)                 |                 |
| 2017            | 62e                    | David Belda (449e)                        |                 |
| 2018            | 67e                    | Diego Rubio (484e)                        |                 |
| 2019            | 40e                    | Ángel Madrazo (381e)                      |                 |
| 2020            | 32e                    | Diego Rubio (318e)                        |                 |
| 2021            | 23e                    | Diego Rubio (424e)                        |                 |
| 2022            | 35e                    | Mihkel Räim (376e)                        |                 |
| 2023            | 11e                    | -                                         |                 |
|                 |                        |                                           |                 |
| Source : UCI    |                        |                                           |                 |

UCI Oceania Tour
| UCI Oceania Tour | UCI Oceania Tour       | UCI Oceania Tour                          | UCI Oceania Tour |
| Année            | Classement par équipes | Meilleur coureur au classement individuel |                  |
| ---------------- | ---------------------- | ----------------------------------------- | ---------------- |
| 2019             | -                      | James Mitri (140e)                        |                  |
|                  |                        |                                           |                  |
| Source : UCI     |                        |                                           |                  |

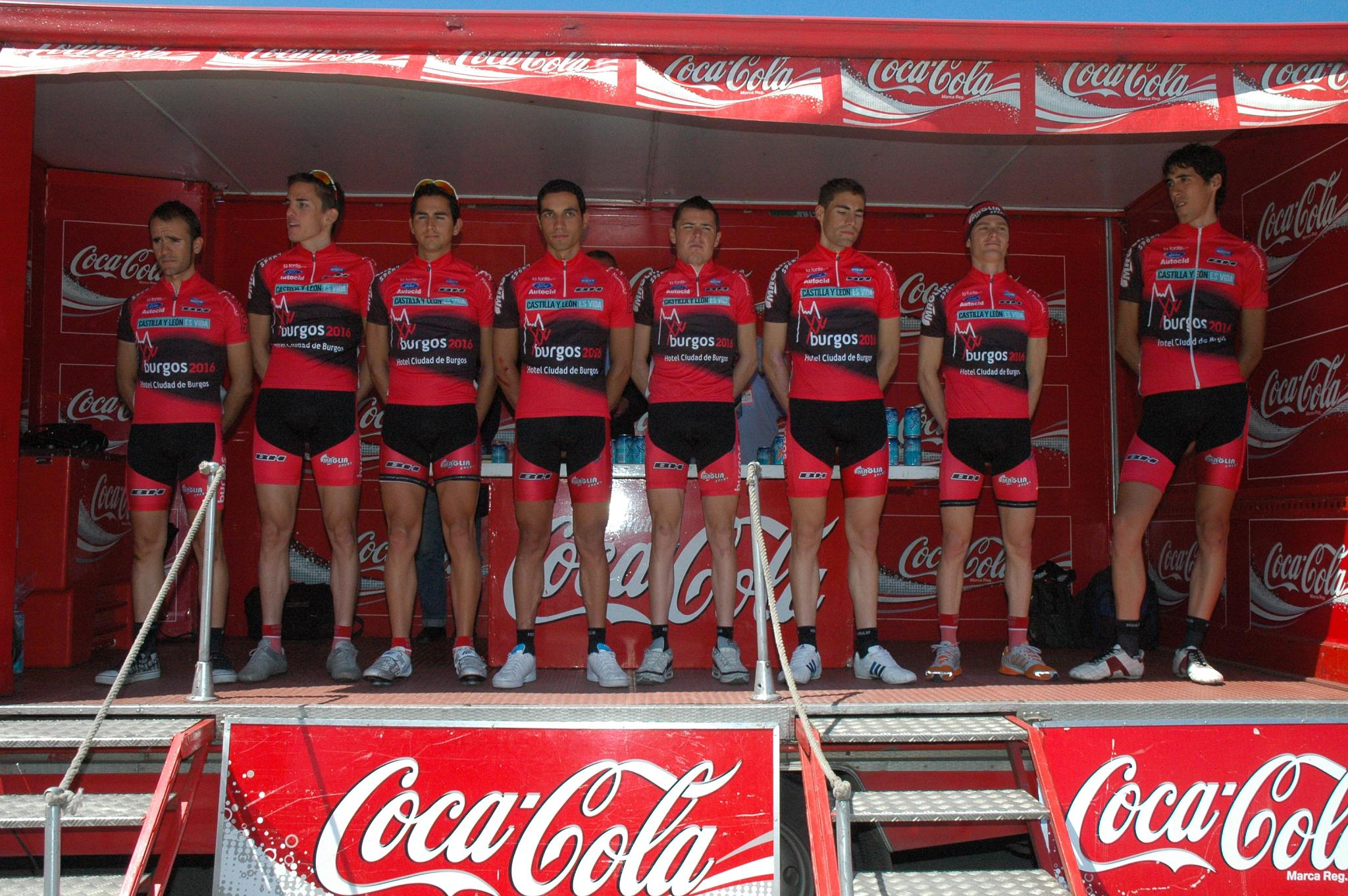
L'équipe lors de la Bicyclette basque en 2008.

Depuis 2016, l'équipe est également classée au Classement mondial UCI qui prend en compte toutes les épreuves UCI et concerne toutes les équipes UCI.
| Classement mondial | Classement mondial     | Classement mondial                        | Classement mondial |
| Année              | Classement par équipes | Meilleur coureur au classement individuel |                    |
| ------------------ | ---------------------- | ----------------------------------------- | ------------------ |
| 2016               | -                      | Pablo Torres Muiño (797e)                 |                    |
| 2017               | -                      | David Belda (727e)                        |                    |
| 2018               | -                      | Diego Rubio (691e)                        |                    |
| 2019               | 74e                    | Ángel Madrazo (498e)                      |                    |
| 2020               | 56e                    | Diego Rubio (388e)                        |                    |
| 2021               | 44e                    | Diego Rubio (527e)                        |                    |
| 2022               | 61e                    | Mihkel Räim (471e)                        |                    |
| 2023               | 32e                    | Eric Fagúndez (170e)                      |                    |
| 2024               | 28e                    | Aaron Gate (117e)                         |                    |
|                    |                        |                                           |                    |
| Source : UCI       |                        |                                           |                    |

## Burgos Burpellet BH en 2025
Effectif
| Effectif 2025            | Effectif 2025     | Effectif 2025    | Effectif 2025                                  |
| Cycliste                 | Date de naissance | Pays             | Équipe précédente                              |
| ------------------------ | ----------------- | ---------------- | ---------------------------------------------- |
| Clément Alleno           | 8 octobre 2000    | France           | Dinan Sport Cycling (2022)                     |
| Rodrigo Álvarez          | 24 août 1999      | Espagne          |                                                |
| Antonio Angulo           | 18 août 1992      | Espagne          | Euskaltel-Euskadi (2022)                       |
| Mario Aparicio           | 23 avril 2000     | Espagne          | Gomur-Cantabria Infinita (2020)                |
| Geórgios Boúglas         | 17 novembre 1990  | Grèce            | Matrix Powertag (2023)                         |
| Josh Burnett             | 26 octobre 2000   | Nouvelle-Zélande | MitoQ-NZ Cycling Project (2024)                |
| Daniel Cavia             | 2 juin 2002       | Espagne          | Club Ciclista Padronés (2024)                  |
| Sergio Chumil            | 8 octobre 2000    | Guatemala        |                                                |
| Hugo de la Calle         | 12 juillet 2004   | Espagne          |                                                |
| David Delgado Higueruelo | 13 juillet 2000   | Espagne          | Club Ciclista Padronés (2023)                  |
| José Manuel Díaz         | 18 janvier 1995   | Espagne          | Gazprom-RusVelo (2022)                         |
| Eric Fagúndez            | 19 août 1998      | Uruguay          | Club Ciclista Centro Uruguay de Vergara (2019) |
| José Luis Faura          | 15 septembre 2000 | Espagne          | Club Ciclista Padronés (2024)                  |
| Sinuhé Fernández         | 15 juin 2000      | Espagne          | Club Ciclista Padronés (2023)                  |
| Ángel Fuentes            | 5 novembre 1996   | Espagne          |                                                |
| Carlos García Pierna     | 23 juillet 1999   | Espagne          | Equipo Kern Pharma (2024)                      |
| George Jackson           | 20 février 2000   | Nouvelle-Zélande | Bolton Equities Black Spoke Pro Cycling (2023) |
| Vojtěch Kmínek           | 11 septembre 2000 | Tchéquie         | Club Ciclista Padronés (2024)                  |
| Tomoya Koyama            | 18 juillet 1998   | Japon            | Vini Monzon-Savini Due-OMZ (2024)              |
| Merhawi Kudus            | 23 janvier 1994   | Érythrée         | Terengganu Cycling Team (2024)                 |
| David Martín Romero      | 19 février 1999   | Espagne          | Team Polti Kometa (2024)                       |
| Ander Okamika            | 2 avril 1993      | Espagne          |                                                |
| Jambaljamts Sainbayar    | 4 septembre 1996  | Mongolie         | Terengganu Polygon Cycling Team (2023)         |
|                          |                   |                  |                                                |
| Source : ProCyclingStats |                   |                  |                                                |

Victoires
| Victoires | Victoires                                 | Victoires           | Victoires | Victoires      | Victoires |
| Date      | Course                                    | Pays                | Classe    | Vainqueur      |           |
| --------- | ----------------------------------------- | ------------------- | --------- | -------------- | --------- |
| 24 janv.  | 1re étape, Sharjah Tour                   | Émirats arabes unis | 2.2       | Mario Aparicio |           |
| 7 fév.    | Championnat d'Uruguay du contre-la-montre | Uruguay             | CN        | Eric Fagúndez  |           |
| 1 mars    | 4e étape, Gran Camiño                     | Espagne             | 2.1       | Sergio Chumil  |           |

## Saisons précédentes
- Burgos BH en 2017
- Burgos-BH en 2018
- Burgos-BH en 2019